# فرودگاه ایبیزا (اسپانیا)
فرودگاه ایبیزا (اسپانیا) (به انگلیسی: Ibiza Airport) یک فرودگاه همگانی مسافربری با کد یاتا IBZ است که یک باند فرود آسفالت و بتن دارد و طول باند آن ۲۸۰۰ متر است. این فرودگاه در شهر ایبیزا کشور اسپانیا قرار دارد و در ارتفاع ۷ متری از سطح دریا واقع شده‌است.

## شرکت‌های هواپیمایی و مقصدهای پروازی
| شرکت‌های هواپیمایی                                     | مقصدهای پروازی |
| ----------------------------------------------------- | --- |
| ایر اروپا                                             | مادرید-باراخاس، پالما د مایورکا (PSO) فصلی: بارسلونا-ال پرات، سانتیاگو د کمپوستلا، والنسیا |
| ایر فرانس                                             | فصلی: مارسی پروانس |
| آلبااستار                                             | چارتر فصلی: اوریو آل سریو، بلوونی گوگلیلمو مارکونی، میلانو مالپنسا، ورونا |
| آلیتالیا                                              | فصلی: لینیت، لئوناردو دا وینچی-فیومیچینو، ونیز مارکو پولو |
| آلیتالیا اجرا توسط آلیتالیا سیتی‌لاینر                 | فصلی: بلوونی گوگلیلمو مارکونی، ونیز مارکو پولو، ورونا |
| هواپیمایی ارکیا                                       | فصلی: بن گوریون |
| آسترین ایرلاینز                                       | فصلی: وین |
| بلو پاناروما ایرلاینز اجرا توسط بلو پاناروما ایرلاینز | فصلی: لئوناردو دا وینچی-فیومیچینو |
| بریتیش ایرویز                                         | فصلی: گاتویک، هیترو لندن, |
| بریتیش ایرویز اجرا توسط بی‌ای سیتی‌فلایر                | لندن سی‌تی فصلی: بیرمنگام، بریستول، دوبلین، استانستد لندن، منچستر چارتر فصلی: ادینبرو، گلاسگو، منچستر |
| بروکسل ایرلاینز                                       | فصلی: بروکسل |
| کوندور فلوگدینست                                      | فصلی: فرانکفورت، لایپزیگ/هال، منچستر، مونیخ |
| ایزی‌جت                                                | فصلی: اسخیپول آمستردام، بلفاست، بریستول، هامبورگ، گاتویک، لوتن لندن، جنوبی لندن، استانستد لندن، لیون-سینت اگزوپری، میلانو مالپنسا، ناپل، شارل دوگل پاریس، لئوناردو دا وینچی-فیومیچینو، ونیز مارکو پولو |
| easyJet Switzerland                                   | فصلی: بازل-مولوز-فرایبورگ اروپا، ژنو |
| ادلوایس ایر                                           | فصلی: زوریخ |
| یورو وینگز                                            | فصلی: هامبورگ |
| یورو وینگز اجرا توسط جرمن‌وینگز                        | فصلی: کلن بن, هانوفر، اشتوتگارت |
| فن‌ایر                                                 | فصلی: هلسینکی |
| فلای‌بی                                                | چارتر فصلی: ساوت‌همپتون، بیرمنگام |
| جرمنیا                                                | فصلی: برلین شونفلد، برمن، نورنبرگ چارتر فصلی: بیرمنگام |
| هاپ!                                                  | فصلی: کستر–مازامت، مونپلیه - مدیترانه |
| شبه‌جزیره ایبری اجرا توسط ایر نوستروم                  | آلیکانته-الچه، مادرید-باراخاس، پالما د مایورکا (PSO), والنسیا فصلی: باداخوس، ال لیدا-الگوآیره، مالاگا، منورکا، مارسی پروانس، نیس کوت دازور، پرپینیان-ریوسالت |
| ایبریا اکسپرس                                         | فصلی: مادرید-باراخاس |
| جت۲.کام                                               | فصلی: بلفاست، بیرمنگام، ایست میدلند، ادینبرو، گلاسگو، لیدز برادفورد، استانستد لندن، منچستر، نیوکاسل |
| کاال‌ام                                                | فصلی: اسخیپول آمستردام |
| لوفت‌هانزا                                             | فصلی: فرانکفورت، مونیخ |
| مریدیانا                                              | فصلی: اوریو آل سریو، لینیت، میلانو مالپنسا، ناپل، لئوناردو دا وینچی-فیومیچینو، ونیز مارکو پولو |
| میسترال ایر                                           | فصلی: ناپل |
| مونارک ایرلاینز                                       | فصلی: بیرمنگام، گاتویک، لوتن لندن، منچستر |
| Neos                                                  | فصلی: اوریو آل سریو، بلوونی گوگلیلمو مارکونی، میلانو مالپنسا، ناپل، گالیله، ونیز مارکو پولو، ورونا |
| نیکی لوفت‌فارت                                         | فصلی: برلین تگل، کلن بن، دوسلدورف، هامبورگ، مونیخ، اشتوتگارت، وین، زوریخ |
| نروجین ایر شاتل                                       | فصلی: گاتویک، گاردرموئن اسلو |
| People's Viennaline                                   | فصلی: سنت گالن-آلترنهاین |
| رایان‌ایر                                              | بارسلونا-ال پرات، مادرید-باراخاس، سن پابلو، والنسیا فصلی: اوریو آل سریو، بیرمنگام، بلوونی گوگلیلمو مارکونی، بریستول، بروکسل، بروکسل جنوب شرلروآ، دوبلین، ایست میدلند، ادینبرو، آیندهوون، فرانکفورت-هان، لیدز برادفورد، جان لنون لیورپول، استانستد لندن، مالاگا، منچستر، مارسی پروانس، گالیله، گلاسگو پرستویک، چمپینو، رم, ترویزو، تورین کاسله، ویزه |
| اس۷ ایرلاینز                                          | فصلی: دوموده‌دوو |
| هواپیمایی اسکاندیناوی                                 | فصلی: استکهلم-آرلاندا |
| اسکای‌ورک ایرلاینز                                     | فصلی: برن |
| اسمارت‌وینگز اجرا توسط تراول سرویس ایرلاینز            | فصلی: پراگ رازیون |
| سان‌اکسپرس دویچلند                                     | فصلی: فرانکفورت، لایپزیگ/هال |
| Thomas Cook Airlines                                  | فصلی: بلفاست (پایان در ۲ اکتبر ۲۰۱۸)، بیرمنگام، بریستول، کاردیف، دونکاستر شفیلد رابین‌هود، ایست میدلند، گلاسگو، گاتویک، لوتن لندن، استانستد لندن، منچستر، نیوکاسل |
| Thomson Airways                                       | فصلی: آبردین، بلفاست، بیرمنگام، بورنموث، بریستول، کاردیف، دونکاستر شفیلد رابین‌هود، ایست میدلند، ادینبرو، اکستر، گلاسگو، لیدز برادفورد، جان لنون لیورپول، گاتویک، لوتن لندن، استانستد لندن، منچستر، نیوکاسل، نوریچ چارتر فصلی: دوبلین |
| ترانساویا.کام                                         | اسخیپول آمستردام، آیندهوون فصلی: روتردام دی‌هیگ |
| ترنسویا فرانس                                         | اورلی |
| TUI fly Belgium                                       | فصلی: آنتورپ، بروکسل، اوستند-بروگس چارتر فصلی: لیژ، متز-نانسی-لورن |
| تی‌یوآی‌فلای                                            | فصلی: دوسلدورف، فرانکفورت، هانوفر، مونیخ، اشتوتگارت |
| تی‌یوآی ایرلاینز نیدرلندز                              | فصلی: اسخیپول آمستردام |
| ولوتی                                                 | فصلی: آستوریاس، باری، بیلبائو، بوردو–مریگناک، کریستف کلمب جنوا، نانت آتلانتیک، پالرمو، سانتاندر، ساوت‌همپتون، ورونا، ساراگوسا |
| ویولینگ                                               | آلیکانته-الچه، بارسلونا-ال پرات، بیلبائو، سن پابلو فصلی: اسخیپول آمستردام، بروکسل، پره‌تولا، لیسبون پورتلا، مادرید-باراخاس، مالاگا، میلانو مالپنسا، اورلی، لئوناردو دا وینچی-فیومیچینو، سانتیاگو د کمپوستلا، تولوز-بلانیاک، والنسیا |
| ویز ایر                                               | فصلی: بوداپست فرنک لیست |